# Amblycipitidae
Famille
Les Amblycipitidés (Amblycipitidae) forment une famille de poissons chats.

## Liste des genres
Selon FishBase (17 fev. 2016) et World Register of Marine Species (17 fev. 2016) :
- Amblyceps Blyth, 1858
- Liobagrus Hilgendorf, 1878
- Nahangbagrus Nguyen & Vo, 2005
- Xiurenbagrus Chen & Lundberg, 1995